# John Sinclair (básník)
John Sinclair (2. října 1941 – 2. dubna 2024) byl americký básník, spisovatel a aktivista.

## Život
Narodil se roku 1941 ve městě Flint v americkém státě Michigan. Docházel na Albion College, odkud odešel v prvním ročníku. Později studoval na Flint College na Michiganské universitě. Již během studií přispíval do různých časopisů. V letech 1964 až 1965 pracoval jako redaktor v oboru jazzové hudby pro časopis Down Beat. V letech 1966 až 1969 byl manažerem rockové hudební skupiny MC5. V roce 1968 založil politické sdružení White Panther Party. Několikrát byl odsouzen za držení marihuany, naposledy roku 1969, kdy prodal dva jointy tajným policistům. Podpořili jej například aktivista Abbie Hoffman či hudebníci John Lennon, Archie Shepp a Bob Seger. Byl uspořádán koncert na jeho podporu. Zúčastnilo se jej patnáct tisíc lidí. Nakonec byl předčasně propuštěn v prosinci roku 1971. Roku 2006 vystupoval s rockovou skupinou The Black Crowes, při jejich vystoupení odrecitoval jednou ze svých básní. V lednu 2009 vystoupil během inaugurace prezidenta Baracka Obamy.
Zemřel na srdeční selhání v roce 2024 ve věku 82 let v Detroit Receiving Hospital.